# مايكل موكونغو
مايكل موكونغو (بالفرنسية: Michael Mokongo)‏ مواليد 11 يوليو 1986 في جمهورية أفريقيا الوسطى، هو لاعب كرة سلة فرنسي. بدأ مسيرته الاحترافية في سنة 2003. يبلغ طوله 5 قدم 11 بوصة (1.8 م).

## المسيرة الاحترافية
لعب مع إلان شالون في الدوري الفرنسي من سنة 2002 إلى 2006، ثم لعب مع أورلاندينا باسكيت في الدوري الإيطالي في موسم 2006–2007، ثم لعب مع بي سي إم جرافيلين في الدوري الفرنسي في موسم 2007–2008، ثم لعب مع بانفيت لكرة السلة في الدوري التركي في موسم 2007–2008، ثم لعب مع شوليه باسكت في الدوري الفرنسي في موسم 2008–2009، ثم لعب مع أورينسي في الدوري الإسباني في موسم 2010–2011، ثم لعب مع بريوغان في سنة 2011.

## روابط خارجية
- مايكل موكونغو على موقع الاتحاد الدولي لكرة السلة (الإنجليزية)
- مايكل موكونغو على موقع الدوري الأوروبي لكرة السلة (الإنجليزية)
- مايكل موكونغو على موقع كرة السلة الأوروبية.كوم (الإنجليزية)
- مايكل موكونغو على موقع ريلجم (الإنجليزية)
- مايكل موكونغو على موقع بروبوليرز (الإنجليزية)
- مايكل موكونغو على موقع سبورتس رفرنس (الإنجليزية)